# Schodišťové rameno

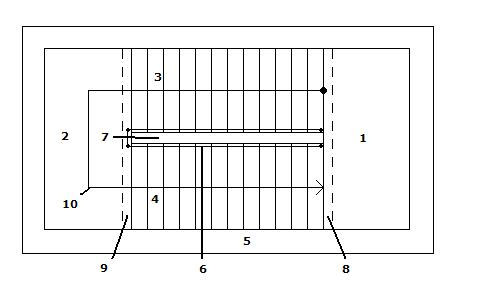
Schéma dvouramenného schodiště: nástupní rameno je označeno číslem 3, výstupní rameno číslem 4.

Schodišťové rameno je součást schodiště složená z jednotlivých schodišťových stupňů, která spojuje 2 různé výškové úrovně, včetně nosných konstrukcí podepírajících samostatné stupně.
Podle jiné definice schodišťové rameno je sestava minimálně 3 výškových stupňů, kde ramena mohou být nástupní nebo výstupní.
Podle počtu ramen dělíme schodiště na
- jednoramenné
- dvouramenné
- víceramenné